# Panagiotis Retsos
Panagiotis Retsos (Grieks: Παναγιώτης Ρέτσος) (Johannesburg, 9 augustus 1998) is een Grieks voetballer die doorgaans als centrale verdediger speelt. Hij tekende in augustus 2017 een contract tot medio 2022 bij Bayer 04 Leverkusen, dat circa €22.000.000,- voor hem betaalde aan Olympiakos Piraeus. Retsos debuteerde in 2017 in het Grieks voetbalelftal.

## Clubcarrière
Retsos stroomde door vanuit de jeugd van Olympiakos Piraeus. Coach Víctor Sánchez haalde hem in de zomer van 2016 op achttienjarige leeftijd bij het eerste elftal. Hij debuteerde op 25 augustus 2016, in een wedstrijd in de UEFA Europa League tegen FC Arouca. Zijn competitiedebuut volgde op 11 september 2016, tegen Veria.

## Clubstatistieken
| Seizoen | Club                | Competitie     | Competitie | Competitie | Beker | Beker | Internationaal | Internationaal | Totaal | Totaal |
| Seizoen | Club                | Competitie     | Wed.       | Dlp.       | Wed.  | Dlp.  | Wed.           | Dlp.           | Wed.   | Dlp.   |
| ------- | ------------------- | -------------- | ---------- | ---------- | ----- | ----- | -------------- | -------------- | ------ | ------ |
| 2016/17 | Olympiakos Piraeus  | Super League   | 18         | 0          | 8     | 0     | 8              | 0              | 34     | 0      |
| 2017/18 | Olympiakos Piraeus  | Super League   | 2          | 0          | 0     | 0     | 4              | 0              | 6      | 0      |
| 2017/18 | Bayer 04 Leverkusen | Bundesliga     | 24         | 1          | 4     | 0     | —              | —              | 28     | 1      |
| 2018/19 | Bayer 04 Leverkusen | Bundesliga     | 0          | 0          | 0     | 0     | 1              | 0              | 1      | 0      |
| 2019/20 | Bayer 04 Leverkusen | Bundesliga     | 3          | 0          | 1     | 0     | 2              | 0              | 6      | 0      |
| 2019/20 | → Sheffield United  | Premier League | 0          | 0          | 0     | 0     | —              | —              | 0      | 0      |
| Totaal  | Totaal              | Totaal         | 47         | 1          | 13    | 0     | 15             | 0              | 75     | 1      |

Bijgewerkt t/m 16 februari 2020

## Interlandcarrière
Retsos kwam uit voor meerdere Griekse nationale jeugdelftallen. Hij nam met Griekenland –17 deel aan het EK –17 van 2015. Retsos debuteerde op 31 augustus 2017 onder bondscoach Michael Skibbe in het Grieks voetbalelftal, in een kwalificatiewedstrijd voor het WK 2018 in en tegen Estland (0–0). Hij speelde die van begon tot eind.